# 小川有美
小川 有美（おがわ ありよし、1964年 - ）は、日本の政治学者。立教大学法学部教授、日本政治学会理事長。専門は、ヨーロッパ（とくに北欧）政治史、比較政治学。

## 略歴
石川県生まれ。金沢大学附属高等学校、東京大学教養学部卒業。東京大学大学院法学政治学研究科博士課程単位取得退学。
千葉大学法経学部助手・助教授を経て、現職。

## 著書

### 編著
- 『EU諸国』（自由国民社, 1999年）
- 『ポスト代表制の比較政治――熟議と参加のデモクラシー』（早稲田大学出版部, 2007年）

### 共編著
- （岩崎正洋）『アクセス地域研究（2）先進デモクラシーの再構築』（日本経済評論社, 2004年）
- （山口二郎・宮本太郎）『市民社会民主主義への挑戦――ポスト「第三の道」のヨーロッパ政治』（日本経済評論社, 2005年）
- （遠藤誠治）『グローバル対話社会――力の秩序を超えて』（明石書店, 2007年）

## 論文

### 雑誌論文
- 「デンマークにおける議院内閣制問題と『体制変革』――スカンディナヴィア比較政治の視座から」『國家學會雑誌』105巻7・8号（1992年）
- 「『計画の政治』と北欧社会民主主義体制の形成」『千葉大学法学論集』10巻1号（1995年）
- 「ヨーロッパ化する党派政治空間――『第三の道』の欧州テスト」『社会科学研究』54巻1号（2003年）
- "Europeanization and Corruption: A Most Advanced but Irresponsible Form of Governance?" 『立教法学』64号（2003年）
- 「時間の歴史政治学・端書――民主化論・社会運動論・労働時間論から遠近法的分析へ」『千葉大学法学論集』18巻1号（2003年）
- 「ヨーロッパ政治と『憲法化』――法システムと政治システムの間」『レヴァイアサン』35号（2004年）
- 「『第三の道』からポスト・デモクラシーへ?」『現代の理論』3号（2005年）

### 単行本所収論文
- 「『EUヨーロッパ』の拡大――国家形成か開発協力か」秋元英一編『グローバリゼーションと国民経済の選択』（東京大学出版会, 2001年）
- 「北欧福祉国家の政治――グローバル化と女性化の中の『国民の家』」宮本太郎編『講座・福祉国家のゆくえ（1）福祉国家再編の政治』（ミネルヴァ書房, 2002年）
- 「政治社会論」河野勝・岩崎正洋編『アクセス比較政治学』（日本経済評論社, 2002年）
- 「ヨーロッパ化と政治的正統性の行方」日本比較政治学会編『EUのなかの国民国家――デモクラシーの変容』（早稲田大学出版部, 2003年）
- 「新しい統治としてのOMC（開放的協調）とヨーロッパ化する政党政治――あいまいな制度を求めて?」中村民雄編『EU研究の新地平――前例なき政体への接近』（ミネルヴァ書房, 2005年）
- 「『ヨーロッパ市民権』はいかにありうるか」木畑洋一編『ヨーロッパ統合と国際関係』（日本経済評論社, 2005年）
- 「グローバル化と価値・規範コミュニティ」宮島喬・五十嵐暁郎編『平和とコミュニティ――平和研究のフロンティア』（明石書店, 2007年）
- 「越境社会と政治文化――『ヨーロッパ』は『市場』か『要塞』か、深層（サブ）政治界か？」『年報政治学2007-II』（木鐸社, 2007年）
- 「EUのインフォーマル政策システム」平島健司編『政治空間の変容と政策革新（2）国境を越える政策実験・EU』（東京大学出版会, 2008年）
- 「ヨーロッパ化する労働運動」新川敏光・篠田徹編『労働と福祉国家の可能性――労働運動再生の国際比較』（ミネルヴァ書房, 2009年）